# Блекфраєрс (міст)
Міст Блекфраєрс (англ. Blackfriars Bridge) — автомобільний та пішохідний міст через річку Темза у Лондоні. Має виходи на північному березі  (Лондонське Сіті) на Судові інни та Темпл, на південному березі (боро Саутерк) до галереї Тейт Модерн та Вежі Оксо. Поруч розташовано залізничний міст Блекфраєрс на якому розташована станція естакадного типу Блекфраєрс. Міст названо на честь монастиря домініканців (за англійською: чорні брати), що у давнину було розташовано неподалік. Є під орудою Bridge House Estates.
Міст має довжину 281 метр та ширину — 32 метри, п'ять кованих залізних арок та венеційську чавунну балюстраду. Скульптури, створені Джоном Бірні Філіпом, на західній стороні це пташки і квіти, на східній стороні морські рослини та водні птахи. На північній стороні мосту розташована статуя королеви Вікторії. Кінці мосту спроектовані, як кафедра, з посиланням на Домініканців (за англійською: Блекфраєрс — чорні брати). Мостом прямує автошлях А201.
Перший міст на цьому місті було споруджено під орудою Роберта Майла в 1760 році. Міст мав довжину 303 метри та ширину 13 метрів, дев'ять напівеліптичних арок з портландського вапняку. Спочатку цей міст мав назву міст Вільяма Пітта (на честь тодішнього прем'єр-міністра Вільяма Пітта). Пілони моста були побудовані з вапняку через шкідливий вплив солоної води під час припливів та забрудненої води Темзи вони швидко зазнали руйнації.
Існуючий міст був побудований під керівництвом Джозефа Кабіта, поряд з безпосередньо прилеглим залізничним містом Блекфраєрс. Офіційне відкриття відбулося 6 листопада 1869 року королевою Вікторією. Через постійно зростаючий трафік міст був розширений на одинадцять метрів у 1907 — 1910 роках.